# Liste der Baudenkmäler in Iffeldorf

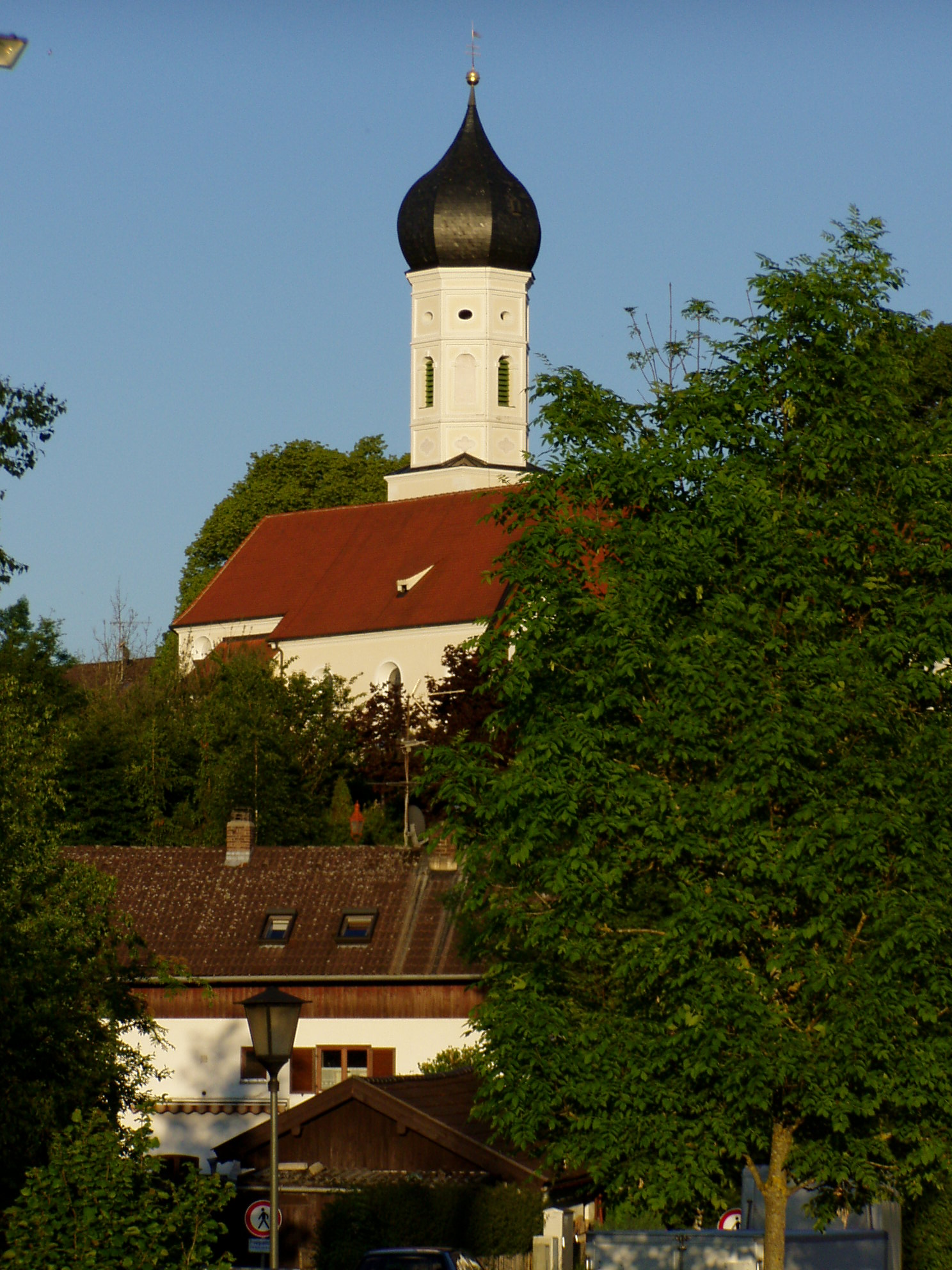
Kirche in Iffeldorf

Auf dieser Seite sind die Baudenkmäler in der oberbayerischen Gemeinde Iffeldorf zusammengestellt. Diese Tabelle ist eine Teilliste der Liste der Baudenkmäler in Bayern. Grundlage ist die Bayerische Denkmalliste, die auf Basis des Bayerischen Denkmalschutzgesetzes vom 1. Oktober 1973 erstmals erstellt wurde und seither durch das Bayerische Landesamt für Denkmalpflege geführt wird. Die folgenden Angaben ersetzen nicht die rechtsverbindliche Auskunft der Denkmalschutzbehörde.

## Baudenkmäler nach Ortsteilen

### Iffeldorf
| Lage                                                    | Objekt                            | Beschreibung | Akten-Nr.              | Bild              |
| ------------------------------------------------------- | --------------------------------- | --- | ---------------------- | ----------------- |
| Alpenstraße 12 (Standort)                               | Altes Krankenhaus                 | Ehemaliges Krankenhaus, zweigeschossiger Flachsatteldachbau mit Kniestock, Mittelrisalit mit Zwerchhaus, eingeschossige Seitenflügel, Gesimsgliederung in neubarocken Formen, Bauherr Hugo von Maffei, 1877/78 | D-1-90-132-27 Wikidata | Altes Krankenhaus |
| Fischersteig 9 (Standort)                               | Stopslschneider                   | Ehemaliges Kleinbauernhaus, zweigeschossiger Einfirsthof mit weit vorkragendem flachen Satteldach und Blockbau-Obergeschoss, Ende 17. Jahrhundert. | D-1-90-132-2 Wikidata  | Stopslschneider   |
| Hofmark 4 (Standort)                                    | Pfarrhaus                         | Zweigeschossiger Massivbau mit steilem dreigeschossigem Satteldach und Architekturmalerei, 1699; Remise, schmaler erdgeschossiger Satteldachbau mit Traufgesims, 1. Hälfte 19. Jahrhundert, verlängert um 1900; Bildstock aus Tuffstein mit Bildnische, 19. Jahrhundert | D-1-90-132-3 Wikidata  | weitere Bilder    |
| Hofmark 13 (Standort)                                   | Viehtränke                        | Rechteckiges Becken aus Tuffstein, bezeichnet mit dem Jahr 1889. | D-1-90-132-23 Wikidata | Viehtränke        |
| Osterseenstraße 5 (Standort)                            | Glaser                            | Ehemaliges Bauernhaus; Zweigeschossiger Einfirsthof mit flachem Satteldach und Zierbund, Wohnteil verputzter Massivbau, Mitte 18. Jahrhundert. | D-1-90-132-4 Wikidata  | Glaser            |
| Osterseenstraße 6 (Standort)                            | Wagnerschuster                    | Ehemalige Gemeinde Sölde; Zweigeschossiger Einfirsthof mit flachem Satteldach, verputzter Blockbau, 17./18. Jahrhundert. | D-1-90-132-5 Wikidata  | Wagnerschuster    |
| Heuwinklbühl, am Fußweg zur Heuwinklkapelle (Standort)  | Sühnekreuz                        | Tuffstein, bezeichnet 1789. | D-1-90-132-21 Wikidata | Sühnekreuz        |
| Staltacher Straße 34 (Standort)                         | Deichstetterhaus                  | Rathaus, ehemaliges Ärztehaus des Iffeldorfer Krankenhauses, zweigeschossiger Giebelbau mit flachem Satteldach, verbrettertem Giebel und Gesimsgliederung, verputzter Backstein, im historisierenden Stil; mit Ausstattung; ehemalige Remise, dreiteiliger Bau mit Pult- und flachem Satteldach, verputzter Backstein; Nebengebäude, schmaler erdgeschossiger Holzständerbau mit Satteldach, sämtlich 1877.                                                                                               | D-1-90-132-25 Wikidata | weitere Bilder    |
| St.-Vitus-Platz (Standort)                              | Brunnenschacht                    | 17./18. Jahrhundert, Aufbau erneuert. | D-1-90-132-22 Wikidata | Brunnenschacht    |
| St.-Vitus-Platz 4 (Standort)                            | Katholische Pfarrkirche St. Vitus | Saalbau mit eingezogenem Polygonalchor, südlichem Flankenturm und angefügter Sakristei, offenem Vorzeichen, im Kern spätgotisch, von Caspar Feichtmayr d. Ä. 1699/1707 wieder aufgebaut, oktogonaler Turmaufbau mit Zwiebelhaube bezeichnet 1749, Kirche 1755 umgestaltet und 1937 verlängert; mit Ausstattung; südlicher und östlicher Abschnitt der Friedhofsmauer, Sandsteinquader mit Deckplatten, 18. Jahrhundert; Brunnen, Granitbecken mit Säulenschaft und gusseiserner St. Vitus-Figur, um 1900. | D-1-90-132-1 Wikidata  | weitere Bilder    |
| Waschseeweg (Standort)                                  | Getreidekasten                    | Neu aufgestellter ehemaliger Getreidekasten, erdgeschossig mit neuem Überbau, Mitte 17. Jahrhundert. | D-1-90-132-7 Wikidata  | Getreidekasten    |
| Auf Waldgrundstück westlich der Maffeistraße (Standort) | Wegkreuz                          | gusseiserner Corpus auf Holzkreuz, um 1865. | D-1-90-132-20 Wikidata | Wegkreuz          |

### Andere Ortsteile
| Lage                                       | Objekt                                  | Beschreibung | Akten-Nr.              | Bild           |
| ------------------------------------------ | --------------------------------------- | --- | ---------------------- | -------------- |
| Eitzenberg 1 (Standort)                    | Getreidekasten                          | zweigeschossig mit jüngerem Laubenvorbau, bezeichnet 1604. | D-1-90-132-9 Wikidata  | Getreidekasten |
| Heuwinkl, Heuwinklstraße 58 (Standort)     | Katholische Wallfahrtskapelle St. Maria | Vierpassförmiger Zentralbau mit Lisenengliederung und Glockenhaube mit Laterne sowie westlichem Vorzeichen mit Dachreiter, angefügte Sakristei, im barocken Stil von Johann Schmuzer, 1698/1701; mit Ausstattung. | D-1-90-132-10 Wikidata | weitere Bilder |
| Oberlauterbach 2 (Standort)                | Putz                                    | Ehemaliges Bauernhaus; zweigeschossiger quergeteilter Einfirsthof mit Satteldach und giebelseitiger Laube, im Kern 17./18. Jahrhundert.                                                                           | D-1-90-132-11 Wikidata | weitere Bilder |
| Tratfeld, am Weg nach Gröben (Standort)    | Wegkapelle                              | verputzte Nischenkapelle mit vorkragendem Satteldach, wohl Ende 18. Jahrhundert. | D-1-90-132-12 Wikidata | weitere Bilder |
| Flur Ponholz (Standort)                    | Hofkapelle                              | kleiner Saalbau mit Putzgliederung und dreiseitig schließendem Chor, wohl 18. Jahrhundert; mit Ausstattung. | D-1-90-132-13 Wikidata | Hofkapelle     |
| Ponholz 1 (Standort)                       | Getreidekasten                          | Ehemaliger zweigeschossiger Getreidekasten, bezeichnet mit dem Jahr 1613. | D-1-90-132-14 Wikidata | BW             |
| Flur Schwaig (Standort)                    | Wegkapelle                              | verputzte Nischenanlage, bezeichnet 1714; nördlich der Einöde. | D-1-90-132-16 Wikidata | BW             |
| Schwaig (Standort)                         | Hofkapelle                              | kleiner Putzbau mit dreiseitigem Chorschluss und Traufband, 1861 erbaut; mit Ausstattung. | D-1-90-132-15 Wikidata | Hofkapelle     |
| Staltach, Seeshaupter Straße 45 (Standort) | Landhaus                                | Zweigeschossiger Putzbau mit weit überstehendem Kastengesims und Halbwalmdach, im historisierenden Stil von Hans Noris, um 1910.                                                                                  | D-1-90-132-17 Wikidata | Landhaus       |

## Abgegangene Baudenkmäler
| Lage                                       | Objekt   | Beschreibung                                                        | Akten-Nr. | Bild |
| ------------------------------------------ | -------- | ------------------------------------------------------------------- | --------- | ---- |
| Staltach, Seeshaupter Straße 51 (Standort) | Wohnhaus | mit Flachsatteldach und verschaltem Giebel, im Kern 18. Jahrhundert |           | BW   |